# Mingiyan Valeryevich Beveyev
Mingiyan Valeryevich Beveyev (tiếng Nga: Мингиян Валерьевич Бевеев; sinh ngày 30 tháng 11 năm 1995) là một cầu thủ bóng đá người Nga. Anh thi đấu cho FC Ural Yekaterinburg và FC Ural-2 Yekaterinburg.

## Sự nghiệp câu lạc bộ
Anh có màn ra mắt tại Giải bóng đá chuyên nghiệp quốc gia Nga cho FC MITOS Novocherkassk vào ngày 28 tháng 7 năm 2015 trong trận đấu với F.K. Mashuk-KMV Pyatigorsk.